# Monarchia Habsburgów

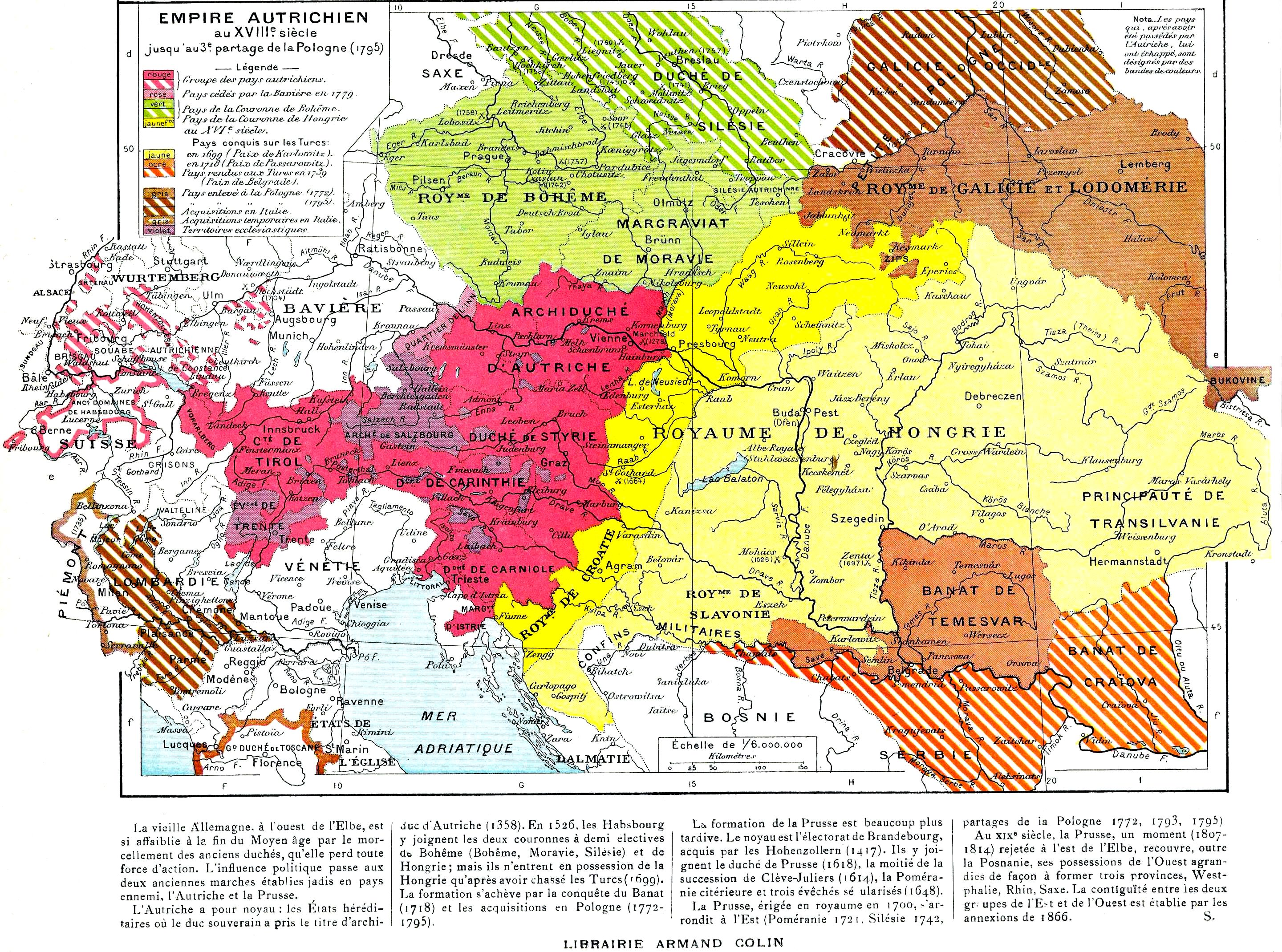
Posiadłości Habsburgów w XVIII wieku

Monarchia Habsburgów, imperium Habsburgów (niem. Habsburgermonarchie, łac. Monarchia austriaca), pot. i skrótowo Austria – nieoficjalne nazwy stosowane na państwa pozostające w unii personalnej (później realnej), których władcy pochodzili z dynastii Habsburgów i których każdy panujący przedstawiciel był jednocześnie m.in. arcyksięciem Austrii, królem Czech, królem Węgier oraz władcą podległych im krajów i terytoriów. Związek istniał w latach 1526–1804. Część państw monarchii Habsburgów należała do Świętego Cesarstwa Rzymskiego, a jako król Czech, władca monarchii był elektorem przy elekcji króla Niemiec (który następnie był intronizowany na Cesarza). Habsburgowie zawładnęli dla siebie także tron cesarza rzymskiego. Państwa monarchii Habsburgów zostały zjednoczone w Cesarstwo Austrii 11 sierpnia 1804, a dwa lata później dwucesarz Franciszek II Habsburg rozwiązał Święte Cesarstwo Rzymskie.

## Historia
Wraz z abdykacją cesarza Karola V w 1556 dynastia podzieliła się na dwie główne linie. Hiszpańską (zob. Hiszpania Habsburgów) zapoczątkował Filip II, syn cesarza, który w 1580 objął także tron portugalski i linię austriacką zapoczątkowaną przez Ferdynanda I (1503–1564).
To właśnie objęcie przez niego tronu uznaje się za początek monarchii Habsburgów. Związany jest z przejęciem władzy w Czechach i na Węgrzech przez Ferdynanda I Habsburga, po śmierci Ludwika II Jagiellończyka i utworzeniem tym samym zwartego terytorium połączonego jedynie osobą władcy.
W czasie panowania Ferdynanda II podczas wojny trzydziestoletniej Habsburgowie przejściowo utracili tron czeski (wybrano tam na króla Fryderyka V, elektora Palatynatu – tzw. „król zimowy” 1619/1620) i węgierski (1619–1621 wybrano królem księcia Siedmiogrodu Gabora Bethlena). Pacyfikacja Czech w 1621. (Bitwa na Białej Górze) pozwoliła cesarzowi Ferdynandowi na wprowadzenie tam monarchii dziedzicznej w 1627: odtąd Habsburgowie nie musieli już ubiegać się o zgodę sejmu szlacheckiego na dziedziczenie korony. W 1687, podczas wielkiej wojny z Turkami, Habsburgowie uzyskali także od sejmu węgierskiego gwarancję dziedziczenia. W toku tego samego konfliktu, w 1690 wojska austriackie opanowały Siedmiogród, a syn cesarza Leopolda I, Józef I, został tamtejszym wielkim księciem. W 1697 zwycięstwo nad Turkami pod Zentą pozwoliło Habsburgom opanować całe Węgry.

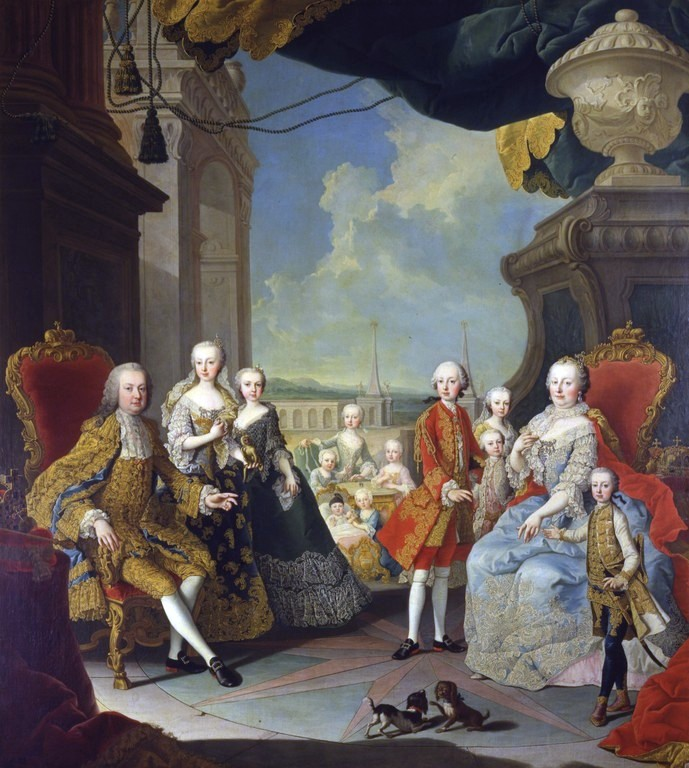
Maria Teresa i Franciszek I z dziećmi

Jednocześnie Habsburgowie austriaccy ponieśli klęskę w próbach unifikacji Rzeszy Niemieckiej i zacieśnienia kontroli cesarskiej nad książętami niemieckimi. Wprawdzie przewaga katolików w kolegium elektorskim zapewniała władcom Austrii każdorazowo wybór na cesarski tron, ale po przegranej wojnie trzydziestoletniej cesarz Ferdynand III w traktacie westfalskim (1648) musiał uznać nawet prawo książąt do prowadzenia własnej polityki zagranicznej i pogodzić się z ingerencją obcych mocarstw w wewnętrzne sprawy Rzeszy (Francja, Szwecja). Od tej pory tytuł cesarski dawał Habsburgom głównie prestiż: byli, honorowo, pierwszymi spośród chrześcijańskich władców.
Wobec kryzysu dynastii (brak męskich potomków) cesarz Karol VI ogłosił w 1713 tzw. sankcję pragmatyczną. Według jej postanowień w przypadku wygaśnięcia linii męskiej rodu, wszystkie kraje dziedziczy linia żeńska, tj. najbliższa krewna ostatniego z rodu. Postanowienia te weszły w życie w 1740, gdy zmarł Karol VI. Ostatnią przedstawicielką tej linii, jak i całego rodu, była córka cesarza i księżniczki Elżbiety z Brunszwiku-Wolfenbüttel, późniejsza władczyni Austrii, Czech i Węgier Maria Teresa (1717–1780). Razem z mężem Franciszkiem I Lotaryńskim, którego w Niemczech wybrano na cesarza rzymskiego, stali się założycielami nowej Dynastii Habsbursko-Lotaryńskiej. Panowała ona w Austrii, Czechach i na Węgrzech aż do 1918.

## Ziemie Monarchii Habsburgów

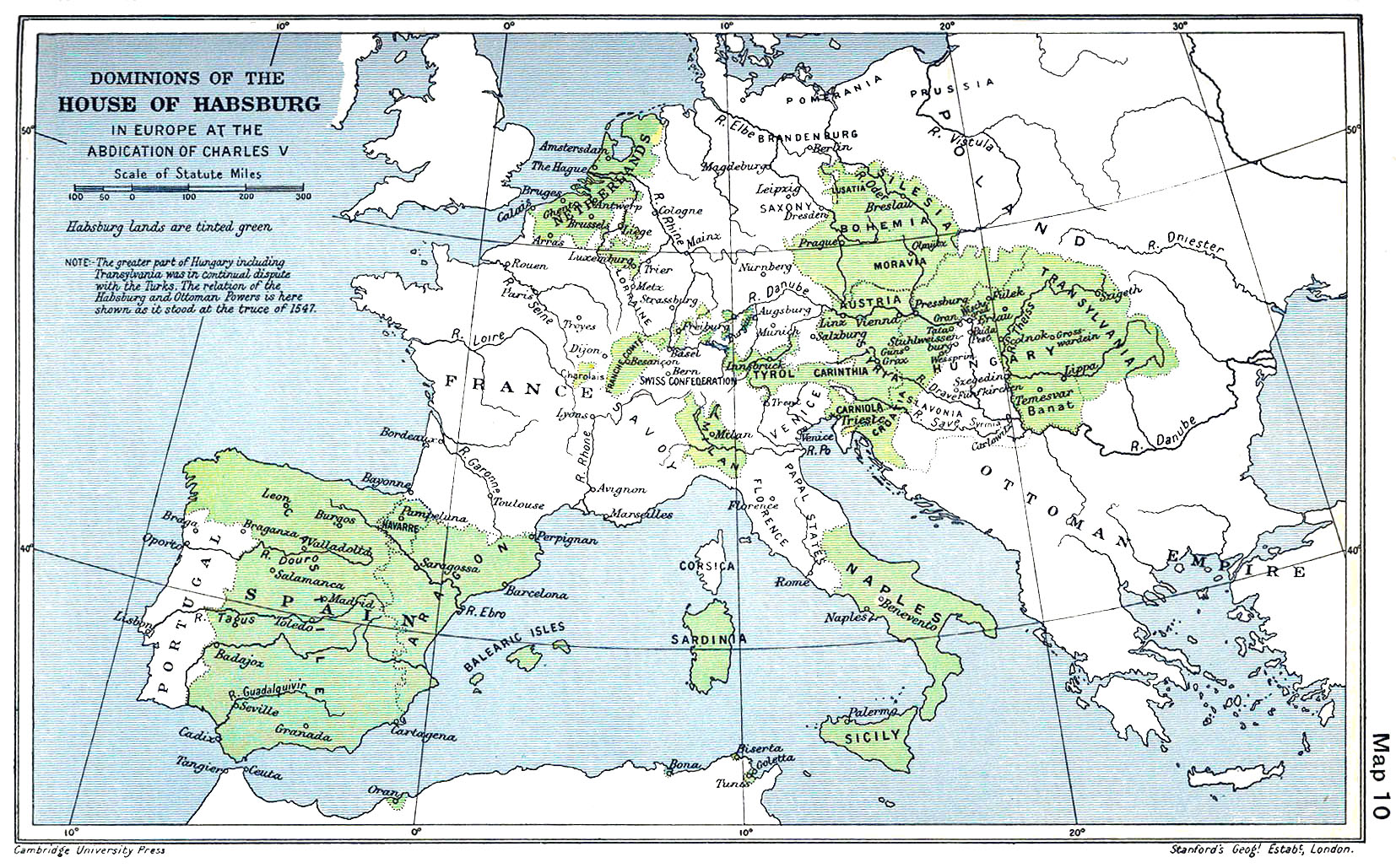
Tereny pod panowaniem Habsburgów w 1547

Granice ziem należących do austriackich Habsburgów zmieniały się nad wyraz często. Na przestrzeni dziejów do ziem tych należą
- ziemie dziedziczne Habsburgów: Arcyksięstwo Austriackie, Księstwo Karyntii, Księstwo Styrii, Księstwo Krainy, Gorycja i Gradiyska, Triest oraz rozliczne ziemie w Szwabii i Alzacji (tzw. Austria Przednia) itd.
- kraje Korony św. Wacława, w skład których wchodziło:
  - Królestwo Czech,
  - Margrabstwo Moraw,
  - margrabstwo Dolnych i Górnych Łużyc (do 1635)
  - Śląsk (w większości utracony w latach 1740–1742).
- kraje Korony św. Stefana, w skład których wchodzi:
  - zachodnia część Królewskich Węgier (do której przyłączono część środkową – tzw. Osmańskie Węgry – w 1699 roku),
  - Księstwo Siedmiogrodu (od 1699; od 1765 Wielkie Księstwo Siedmiogrodu),
  - królestwo Chorwacji i Slawonii (od 1699)
- od końca wojny o sukcesję hiszpańską w 1713:
  - Niderlandy Austriackie (do 1792)
  - Księstwo Mediolanu (do 1797)
  - Królestwo Neapolu (do 1735)
  - Królestwo Sardynii (do 1720)
  - Królestwo Sycylii (1720–1735)
- ziemie odebrane Imperium Osmańskiemu:
  - Banat (od 1718)
  - Królestwo Serbii (1718–1739)
  - zachodnia część Wołoszczyzny (1718–1739, de facto do 1737)
- inne ziemie to m.in.:
  - Księstwo Parmy (1735–1748);
  - Królestwo Galicji i Lodomerii (od 1772)
  - Nowa Galicja (od 1795)
  - Bukowina (od 1774)
  - część ziem zlikwidowanej Republiki Weneckiej w tym Istrię i Dalmację (od 1797).